# 계룡저수지
계룡저수지(鷄龍貯水池)는 충청남도 공주시 계룡면 하대리에 있는 저수지이다.

## 개요
1954년에 착공해서 1964년에 준공됐다. 농업용수를 공급하려고 만든 관개용 저수지이다. 제방 형식은 흙댐이다. 붕어 등 민물고기가 풍부하며 낚시터로 잘 알려져 있다. 주변에 갑사와 갑사계곡이 있다. 